# 上海太平金融大厦
上海太平金融大厦（英語：Taiping Financial Building）是一幢坐落在上海陆家嘴的摩天大楼，与东亚银行金融大厦相邻，与上海中心大厦隔路相望。大厦高208米，地上38层，地下3层，是太平人寿的总部。发展商为太平置业（上海）有限公司，由日建設計株式会社和上海建筑设计研究院共同设计。大厦共占地9259平方米，建筑面积为110, 579平方米。1到2层为商用裙房，3到38层为办公主楼。截止至2013年末，上海太平金融大厦是上海第34高的建筑。

## 建筑特色
上海太平金融大厦轮廓简单，但是表面处理多样化，以使大楼表面达到随着自然光的变化而相应变化的效果。大厦的玻璃幕墙采用彩釉玻璃，低辐射玻璃，从而能够降低能效，减少光热辐射。大厦立面还被双色LED泛光照明所覆盖。大堂采用石材装修，高13米。此外，大厦配有智能雨水收集系统，从而提高用水效率。

## 邻近
- 上海中心大厦
- 东亚银行金融大厦
- 上海国金中心
- 金茂大厦
- 滨江大道
- 陆家嘴中心绿地

## 交通
- 地铁2号线陆家嘴站